# 1354
Il 1354 (MCCCLIV in numeri romani) è un anno  del XIV secolo.

## Eventi
- Si costituisce il regno del Laos di Lan Xang
- Inizia ad Aleppo la costruzione del bimaristan Arghun, sotto il patrocinio dell'emiro Arghūn al-Kāmilī
- 12 febbraio - il trattato di Strasuld sancisce i confini tra i ducati di Meclemburgo e Pomerania, mettendo fine alla guerra tra Danimarca e la Lega anseatica
- 8 ottobre - Cola di Rienzo, autoproclamatosi tribuno di Roma, viene assassinato
- I Turchi ottomani del bey Orhan I superano lo stretto dei Dardanelli e si espandono poi in Rumelia conquistando Adrianopoli (1361)

## Nati
- 25 aprile - Bonaccorso Pitti, scrittore, diplomatico e politico italiano († 1432)
- Stefano Agazzari, religioso italiano († 1433)
- Jean de Montreuil, scrittore francese († 1418)
- Costanza di Castiglia, principessa spagnola († 1394)
- Alfonso Enríquez, nobile spagnolo († 1429)
- Eric IV di Sassonia-Lauenburg, duca († 1411)
- Guglielmo di Estouteville I, vescovo francese († 1414)
- Margherita di Joinville, nobildonna francese († 1417)
- Oddone di Thoire-Villars, nobile († 1414)
- Skirgaila, duca († 1397)
- Violante Visconti, nobile italiana († 1386)
- Verde d'Este, nobile italiana († 1400)

## Morti
- 8 gennaio - Carlo de La Cerda, nobile (n. 1326)
- 21 gennaio - Baldovino di Lussemburgo, arcivescovo cattolico tedesco (n. 1285)
- 5 febbraio - Guarnieri d'Urslingen, nobile, condottiero e mercenario tedesco
- 25 febbraio - Fregnano della Scala, condottiero italiano
- 1º giugno - Kitabatake Chikafusa, scrittore e politico giapponese (n. 1293)
- 3 giugno - Francesco da Arquata, predicatore italiano
- 2 luglio - Lalle I Camponeschi, nobile e condottiero italiano
- 29 agosto - Fra Moriale, condottiero francese (n. 1303)
- 7 settembre - Andrea Dandolo, politico e diplomatico italiano (n. 1306)
- 5 ottobre - Giovanni Visconti, arcivescovo cattolico italiano
- 8 ottobre - Cola di Rienzo, politico e militare italiano (n. 1313)
- 19 ottobre - Yusuf I, sultano arabo (n. 1318)
- Carlo Alidosi, vescovo cattolico italiano
- Pietro Basejo, architetto e scultore italiano
- Giovanna di Châtillon, nobile francese
- Gregorio II di Alessandria, arcivescovo ortodosso egiziano
- Huang Gongwang, pittore cinese (n. 1269)
- Ladislao Kotromanić
- Baldracco Malabayla, vescovo cattolico italiano
- Maria di Avesnes, nobildonna francese (n. 1280)
- Nicola IV di Werle, principe
- Pietro Alfonso, conte di Barcelos, trovatore portoghese (n. 1287)
- Matteo Sclafani, nobile, politico e militare italiano
- Richard Swineshead, matematico e logico inglese
- Wu Zhen, pittore e poeta cinese (n. 1280)
- Alboino della Scala, politico italiano

## Calendario
| Calendario 1354 | Calendario 1354 | Calendario 1354 | Calendario 1354 | Calendario 1354 | Calendario 1354 | Calendario 1354 | Calendario 1354 | Calendario 1354 | Calendario 1354 | Calendario 1354 | Calendario 1354 | Calendario 1354 | Calendario 1354 | Calendario 1354 | Calendario 1354 | Calendario 1354 | Calendario 1354 | Calendario 1354 | Calendario 1354 | Calendario 1354 | Calendario 1354 | Calendario 1354 | Calendario 1354 | Calendario 1354 | Calendario 1354 | Calendario 1354 | Calendario 1354 | Calendario 1354 | Calendario 1354 | Calendario 1354 | Calendario 1354 | Calendario 1354 |
| --------------- | --------------- | --------------- | --------------- | --------------- | --------------- | --------------- | --------------- | --------------- | --------------- | --------------- | --------------- | --------------- | --------------- | --------------- | --------------- | --------------- | --------------- | --------------- | --------------- | --------------- | --------------- | --------------- | --------------- | --------------- | --------------- | --------------- | --------------- | --------------- | --------------- | --------------- | --------------- | --------------- |
|                 | 1               | 2               | 3               | 4               | 5               | 6               | 7               | 8               | 9               | 10              | 11              | 12              | 13              | 14              | 15              | 16              | 17              | 18              | 19              | 20              | 21              | 22              | 23              | 24              | 25              | 26              | 27              | 28              | 29              | 30              | 31              |                 |
| Gennaio         | Me              | Gi              | Ve              | Sa              | Do              | Lu              | Ma              | Me              | Gi              | Ve              | Sa              | Do              | Lu              | Ma              | Me              | Gi              | Ve              | Sa              | Do              | Lu              | Ma              | Me              | Gi              | Ve              | Sa              | Do              | Lu              | Ma              | Me              | Gi              | Ve              |                 |
| Febbraio        | Sa              | Do              | Lu              | Ma              | Me              | Gi              | Ve              | Sa              | Do              | Lu              | Ma              | Me              | Gi              | Ve              | Sa              | Do              | Lu              | Ma              | Me              | Gi              | Ve              | Sa              | Do              | Lu              | Ma              | Me              | Gi              | Ve              |                 |                 |                 |                 |
| Marzo           | Sa              | Do              | Lu              | Ma              | Me              | Gi              | Ve              | Sa              | Do              | Lu              | Ma              | Me              | Gi              | Ve              | Sa              | Do              | Lu              | Ma              | Me              | Gi              | Ve              | Sa              | Do              | Lu              | Ma              | Me              | Gi              | Ve              | Sa              | Do              | Lu              |                 |
| Aprile          | Ma              | Me              | Gi              | Ve              | Sa              | Do              | Lu              | Ma              | Me              | Gi              | Ve              | Sa              | Do              | Lu              | Ma              | Me              | Gi              | Ve              | Sa              | Do              | Lu              | Ma              | Me              | Gi              | Ve              | Sa              | Do              | Lu              | Ma              | Me              |                 |                 |
| Maggio          | Gi              | Ve              | Sa              | Do              | Lu              | Ma              | Me              | Gi              | Ve              | Sa              | Do              | Lu              | Ma              | Me              | Gi              | Ve              | Sa              | Do              | Lu              | Ma              | Me              | Gi              | Ve              | Sa              | Do              | Lu              | Ma              | Me              | Gi              | Ve              | Sa              |                 |
| Giugno          | Do              | Lu              | Ma              | Me              | Gi              | Ve              | Sa              | Do              | Lu              | Ma              | Me              | Gi              | Ve              | Sa              | Do              | Lu              | Ma              | Me              | Gi              | Ve              | Sa              | Do              | Lu              | Ma              | Me              | Gi              | Ve              | Sa              | Do              | Lu              |                 |                 |
| Luglio          | Ma              | Me              | Gi              | Ve              | Sa              | Do              | Lu              | Ma              | Me              | Gi              | Ve              | Sa              | Do              | Lu              | Ma              | Me              | Gi              | Ve              | Sa              | Do              | Lu              | Ma              | Me              | Gi              | Ve              | Sa              | Do              | Lu              | Ma              | Me              | Gi              |                 |
| Agosto          | Ve              | Sa              | Do              | Lu              | Ma              | Me              | Gi              | Ve              | Sa              | Do              | Lu              | Ma              | Me              | Gi              | Ve              | Sa              | Do              | Lu              | Ma              | Me              | Gi              | Ve              | Sa              | Do              | Lu              | Ma              | Me              | Gi              | Ve              | Sa              | Do              |                 |
| Settembre       | Lu              | Ma              | Me              | Gi              | Ve              | Sa              | Do              | Lu              | Ma              | Me              | Gi              | Ve              | Sa              | Do              | Lu              | Ma              | Me              | Gi              | Ve              | Sa              | Do              | Lu              | Ma              | Me              | Gi              | Ve              | Sa              | Do              | Lu              | Ma              |                 |                 |
| Ottobre         | Me              | Gi              | Ve              | Sa              | Do              | Lu              | Ma              | Me              | Gi              | Ve              | Sa              | Do              | Lu              | Ma              | Me              | Gi              | Ve              | Sa              | Do              | Lu              | Ma              | Me              | Gi              | Ve              | Sa              | Do              | Lu              | Ma              | Me              | Gi              | Ve              |                 |
| Novembre        | Sa              | Do              | Lu              | Ma              | Me              | Gi              | Ve              | Sa              | Do              | Lu              | Ma              | Me              | Gi              | Ve              | Sa              | Do              | Lu              | Ma              | Me              | Gi              | Ve              | Sa              | Do              | Lu              | Ma              | Me              | Gi              | Ve              | Sa              | Do              |                 |                 |
| Dicembre        | Lu              | Ma              | Me              | Gi              | Ve              | Sa              | Do              | Lu              | Ma              | Me              | Gi              | Ve              | Sa              | Do              | Lu              | Ma              | Me              | Gi              | Ve              | Sa              | Do              | Lu              | Ma              | Me              | Gi              | Ve              | Sa              | Do              | Lu              | Ma              | Me              |                 |